# Sofia di Baden
Sofia di Baden (nome completo in tedesco Sophie Pauline Henriette Marie Amelie Luise; Karlsruhe, 7 agosto 1834 – Detmold, 6 aprile 1904) è stata principessa consorte di Lippe dal 1875 al 1895, come moglie di Valdemaro.

## Famiglia
Sofia era la seconda figlia del principe Guglielmo di Baden e della duchessa Elisabetta Alessandrina di Württemberg. I suoi nonni paterni erano il Carlo Federico, il primo Granduca di Baden e la sua seconda e morganatica moglie la contessa Luisa Carolina di Hochberg. I suoi nonni materni erano il duca Luigi di Württemberg e della principessa Enrichetta di Nassau-Weilburg.. Crebbe a Karlsruhe, insieme alle sue sorelle minori, Elisabetta (1835-1891) e Leopoldina (1837-1903).

## Matrimonio
Il 9 novembre 1858, Sofia sposò il principe Valdemaro di Lippe secondo figlio maschio di Leopoldo II, Principe di Lippe (17961851) e della Principessa Emilia di Schwarzburg-Sondershausen (1800–1867) a Karlsruhe. Da questa unione non nacquero figli, portando a una disputa che durò due decenni tra le due linee del casata di Lippe per ereditare questi territori dopo la morte di Valdemaro, nel 1895.

## Titoli e trattamento
- 7 agosto 1834 – 9 novembre 1858: Sua Altezza Granducale Principessa Sofia di Baden
- 9 novembre 1858 - 8 dicembre 1875: Sua Altezza Granducale Principessa di Sofia di Lippe
- 8 dicembre 1875 - 20 marzo 1895: Sua Altezza Granducale la Principessa di Lippe
- 20 20 marzo 1895 - 6 aprile 1904: Sua Altezza Granducale Sofia, Principessa di Lippe

## Ascendenza
|                                              |                                          |                                                   | Genitori                                             |  |  | Nonni |  |  | Bisnonni                  |  |  | Trisnonni                            |  |
|                                              |                                          |                                                   |                                                      |  |  |       |  |  | Federico di Baden-Durlach |  |  | Carlo III Guglielmo di Baden-Durlach |  |
|                                              |                                          |                                                   |                                                      |  |  |       |  |  | Federico di Baden-Durlach |  |  | Carlo III Guglielmo di Baden-Durlach |  |
|                                              |                                          | Maddalena Guglielmina di Württemberg              |                                                      |  |  |       |  |  | Federico di Baden-Durlach |  |  |                                      |  |
| Carlo Federico di Baden                      |                                          |                                                   |                                                      |  |  |       |  |  | Federico di Baden-Durlach |  |  |                                      |  |
|                                              |                                          | Amalia di Nassau-Dietz                            | Giovanni Guglielmo Friso d'Orange                    |  |  |       |  |  |                           |  |  |                                      |  |
|                                              |                                          | Amalia di Nassau-Dietz                            | Giovanni Guglielmo Friso d'Orange                    |  |  |       |  |  |                           |  |  |                                      |  |
|                                              |                                          | Amalia di Nassau-Dietz                            | Maria Luisa d'Assia-Kassel                           |  |  |       |  |  |                           |  |  |                                      |  |
| Guglielmo di Baden                           |                                          | Amalia di Nassau-Dietz                            |                                                      |  |  |       |  |  |                           |  |  |                                      |  |
|                                              |                                          | Luigi Enrico, Barone Geyer di Geyersberg          | Christian Heinrich Geyer von Geyersberg              |  |  |       |  |  |                           |  |  |                                      |  |
|                                              |                                          | Luigi Enrico, Barone Geyer di Geyersberg          | Christian Heinrich Geyer von Geyersberg              |  |  |       |  |  |                           |  |  |                                      |  |
|                                              |                                          | Luigi Enrico, Barone Geyer di Geyersberg          | Christianne Philippa von Thümel                      |  |  |       |  |  |                           |  |  |                                      |  |
| Baronessa Luisa Carolina Geyer di Geyersberg |                                          | Luigi Enrico, Barone Geyer di Geyersberg          |                                                      |  |  |       |  |  |                           |  |  |                                      |  |
|                                              |                                          | Contessa Massimiliana Cristiana di Sponeck        | Johann Rudolph von Hedwiger, Conte di Sponeck        |  |  |       |  |  |                           |  |  |                                      |  |
|                                              |                                          | Contessa Massimiliana Cristiana di Sponeck        | Johann Rudolph von Hedwiger, Conte di Sponeck        |  |  |       |  |  |                           |  |  |                                      |  |
|                                              |                                          | Contessa Massimiliana Cristiana di Sponeck        | Wilhelmine Louise von Hoff                           |  |  |       |  |  |                           |  |  |                                      |  |
| Principessa Sofia di Baden                   |                                          | Contessa Massimiliana Cristiana di Sponeck        |                                                      |  |  |       |  |  |                           |  |  |                                      |  |
|                                              | Federico II Eugenio, Duca di Württemberg | Carlo Alessandro, Duca di Württemberg             |                                                      |  |  |       |  |  |                           |  |  |                                      |  |
|                                              | Federico II Eugenio, Duca di Württemberg | Carlo Alessandro, Duca di Württemberg             |                                                      |  |  |       |  |  |                           |  |  |                                      |  |
|                                              | Federico II Eugenio, Duca di Württemberg | Principessa Maria Augusta di Thurn und Taxis      |                                                      |  |  |       |  |  |                           |  |  |                                      |  |
| Duca Luigi di Württemberg                    | Federico II Eugenio, Duca di Württemberg |                                                   |                                                      |  |  |       |  |  |                           |  |  |                                      |  |
|                                              |                                          | Margravia Federica Dorotea di Brandeburgo-Schwedt | Federico Guglielmo, Margravio di Brandeburgo-Schwedt |  |  |       |  |  |                           |  |  |                                      |  |
|                                              |                                          | Margravia Federica Dorotea di Brandeburgo-Schwedt | Federico Guglielmo, Margravio di Brandeburgo-Schwedt |  |  |       |  |  |                           |  |  |                                      |  |
|                                              |                                          | Margravia Federica Dorotea di Brandeburgo-Schwedt | Sofia Dorotea di Prussia                             |  |  |       |  |  |                           |  |  |                                      |  |
| Elisabetta Alessandrina di Württemberg       |                                          | Margravia Federica Dorotea di Brandeburgo-Schwedt |                                                      |  |  |       |  |  |                           |  |  |                                      |  |
|                                              |                                          | Carlo Cristiano, Principe di Nassau-Weilburg      | Carlo Augusto, Principe di Nassau-Weilburg           |  |  |       |  |  |                           |  |  |                                      |  |
|                                              |                                          | Carlo Cristiano, Principe di Nassau-Weilburg      | Carlo Augusto, Principe di Nassau-Weilburg           |  |  |       |  |  |                           |  |  |                                      |  |
|                                              |                                          | Carlo Cristiano, Principe di Nassau-Weilburg      | Augusta Federica Guglielmina di Nassau-Idstein       |  |  |       |  |  |                           |  |  |                                      |  |
| Principessa Enrichetta di Nassau-Weilburg    |                                          | Carlo Cristiano, Principe di Nassau-Weilburg      |                                                      |  |  |       |  |  |                           |  |  |                                      |  |
|                                              |                                          | Principessa Carolina d'Orange-Nassau              | Guglielmo IV d'Orange-Nassau                         |  |  |       |  |  |                           |  |  |                                      |  |
|                                              |                                          | Principessa Carolina d'Orange-Nassau              | Guglielmo IV d'Orange-Nassau                         |  |  |       |  |  |                           |  |  |                                      |  |
|                                              |                                          | Principessa Carolina d'Orange-Nassau              | Anna, Principessa Reale                              |  |  |       |  |  |                           |  |  |                                      |  |
|                                              |                                          | Principessa Carolina d'Orange-Nassau              |                                                      |  |  |       |  |  |                           |  |  |                                      |  |